# 8527 Катаяма
8527 Катаяма (8527 Katayama) — астероїд головного поясу, відкритий 28 вересня 1992 року.
Тіссеранів параметр щодо Юпітера — 3,588.